# فندق في المدينة ( فلم )
فندق في المدينة هو فيلم إماراتي درامي طويل من إنتاج عام 2009، أخرجه هاني الشيباني، وعُرض ضمن مهرجان أبوظبي السينمائي، وحاز على إشادة نقدية وجوائز بارزة.

## القصة
يتناول الفيلم قصة مجموعة من الشخصيات المتنوعة يجمعهم مكان واحد هو فندق في المدينة، وتتشابك حكاياتهم عبر لقاءات متقطعة وظروف إنسانية معقدة، ليعكس الفيلم صورة مصغرة من المجتمع الإماراتي وتحولاته النفسية والاجتماعية.

## الطاقم
- هاني الشيباني – مخرج
- حاتم صلاح الدين – مخرج منفذ، مونتاج،
- محمد شرجاوي – مدير التصوير
- عادل الراي – مدير الإنتاج
- إنتاج: مؤسسة الإمارات للنفع الاجتماعي، وأفلام صقر الصحراء
- بطولة:
  - محمد العامري
  - خالد النعيمي
  - أشجان
  - عادل الراي
  - عبدالله بن لندن

## الجوائز
في مهرجان أبوظبي السينمائي 2009، ضمن مسابقة "أفلام من الإمارات"، فاز الفيلم بجائزتين:
- 🏆 أفضل فيلم روائي خليجي طويل، وقيمتها 100,000 درهم إماراتي للمخرج هاني الشيباني[2]
- 🏆 أفضل مونتاج، وقيمتها 10,000 درهم إماراتي للمونتير حاتم صلاح الدين[3]

## روابط خارجية
- صفحة الفيلم على IMDb
- تغطية جريدة الخليج حول الفيلم
- مقال إيلاف عن الجوائز